# Amt Recklinghausen
Das Amt Recklinghausen war von 1844 bis 1926 ein Amt im Kreis Recklinghausen in der preußischen Provinz Westfalen.

## Geschichte

Der Kreis Recklinghausen im Jahr 1845

Im Rahmen der Einführung der Landgemeindeordnung für die Provinz Westfalen wurde 1844 im Kreis Recklinghausen das Amt Recklinghausen gegründet. Dem Amt gehörten zunächst die Gemeinden Recklinghausen-Land, Herten, Oer und Suderwich an. Der Amtssitz befand sich in der Stadt Recklinghausen, die selbst dem Amt nicht angehörte.
Herten wurde 1857 aus dem Amt Recklinghausen herausgelöst und zu einem eigenen Amt erhoben.
Die Bevölkerung des Amtes wuchs zwischen 1895 und 1910 von 11.242 auf 55.668 Einwohner.
Durch das Gesetz über die Neuregelung der kommunalen Grenzen im rheinisch-westfälischen Industriebezirke wurde das Amt Recklinghausen 1926 aufgelöst:
- Die Gemeinde Recklinghausen-Land wurde auf Herten, Marl, Oer-Erkenschwick und die Stadt Recklinghausen aufgeteilt.
- Suderwich wurde in die Stadt Recklinghausen eingemeindet.
- Oer gab die nunmehr dicht besiedelte Westhälfte der Bauerschaft Sinsen an Marl ab; der restliche Teil der Gemeinde ging in Oer-Erkenschwick auf, das dem Amt Datteln zugeordnet wurde.